# 令旨
令旨（日語：令旨/りょうじryouji）是律令制度下發展出的為了傳達皇太子及三后（太皇太后、皇太后、皇后）命令的文書。
在中國（唐），傳達皇太子命令的正式公文被稱為“詔令”，傳到了日本，在日本，傳達皇太子命令的書文被稱為“令旨”，太皇太后、皇太后、皇后發布的書文也依循如此。從平安時代中期後開始，皇太子、三后（太皇太后、皇太后、皇后）加上女院、親皇等皇族的詔令都被成為了令旨。
歷史上有名的令旨，是指以仁王在治承·壽永之亂（源平合戰）時頒布詔令命令諸國的源氏起兵的《以仁王令旨》。非皇太子也非親王的以仁王為了增加令旨的合法性，冒著皇子地位而頒布的，本来君主頒布的書令應被稱為“御教書”。
因此，也有了天皇為了傳達命令的《宣旨》、《綸旨》等詔書。

## 相關項目
- 院宣
- 綸旨
- 宣旨（日语：宣旨）